# Lettlands herrlandslag i bandy
Lettlands herrlandslag i bandy representerar Lettland i bandy på herrsidan. 
Lettland spelade sitt första VM 2007 i Ryssland. I sin första VM-match någonsin vann Lettland mot Mongoliet med 5 - 0 på Shakhter-stadion i Kemerovo, den 28 januari 2007.
Dagen därpå besegrade man Ungern med 7 - 0.
Under B-VM 2014 besegrande man Estland i finalen och kommer 2015 att för första gången att delta i A-VM.

## VM 2015
Truppen till B-VM i Chabarovsk 2015
- Förbundskapten:  Sergej In-Fa-Lin

| Målvakt |

| Pos. | Ålder             | Namn              | Klubb  |
| ---- | ----------------- | ----------------- | ------ |
| Mv   | 20 september 1993 | Karlis Zakrevskis | PRIZMA |

| Utespelare |

| Pos. | Ålder             | Namn             | Klubb                      |
| ---- | ----------------- | ---------------- | -------------------------- |
| F    | 21 maj 1990       | Julij Kadnaj     | Avtomobilist Chabarovsk    |
| F    | 2 april 1992      | Niks Apsitis     | Cetra                      |
| F    | 10 januari 1996   | Roberts Viksna   | HK Dinamo Juniors          |
| Mf   | 12 september 1989 | Artur Befus      | Znamja-Udmurtija, Votkinsk |
| Mf   | 22 maj 1989       | Lauris Zieminsh  | Dauhava                    |
| Mf   | 21 december 1987  | Artis Varpins    | Riga 2000                  |
| Mf   | 12 september 1994 | Janis Golubovics | Khaski                     |
| Mf   | 10 januari 1996   | Davids Orlovs    | Cetra                      |
| Mf   | 31 oktober 1988   | Dinars Daugela   | Broceni                    |
| Mf   | 17 september 1995 | Arvis Purvins    | HK Dinamo Juniors          |
| A    | 22 juli 1990      | Aldis Popens     | Cetra                      |
| A    | 15 februari 1983  | Vadim Adonevs    | Tevzemnieki                |
| A    | 13 juni 1992      | Valters Ozolins  | Cetra                      |